# 333717 Alexgreaves
333717 Alexgreaves è un asteroide della fascia principale. Scoperto nel 2009, presenta un'orbita caratterizzata da un semiasse maggiore pari a 2,2538748 UA e da un'eccentricità di 0,1487596, inclinata di 4,96927° rispetto all'eclittica.